# Кмерска Република
Кмерска Република (фр. République Khmère) била је република на подручју Камбоџе, која је службено проглашена 9. октобра 1970. године. Ова република је укинута 1975. године, након чега су Црвени Кмери прогласили социјалистичку Демократску Кампућију.

## Историјска позадина
Кмерска Република проглашена је 9. октобра 1970. године. Републиком је владала десничарска и милитаристичка хунта на челу са генералом Лон Нолом у уском савезништву са Сједињеним Државама. Пре проглашења Републике, генерал Лон Нол је дошао на власт још 18. марта исте године, када је извршио државни удар против дотадашњег камбоџанског владара, принца Нородома Сиханука.
Док је Сиханук био на дипломатском путу у Француској, у Пном Пену су избиле антивијетнамске демонстрације. Постоји могућност да је демонстрације организовао сам Лон Нол. Премијер је 12. марта затворио луку Сихануквил, преко које је долазило оружје Вијетконгу и наметнуо ултиматум Северном Вијетнаму да се његове трупе повуку из Камбоџе. Сиханук је, чувши за ове догађаје, из Париза запретио Лон Нолу и његовој клики да ће их све смакнути кад се врати у Камбоџу. Због тога је гласањем у Народној скупштини Сиханук, 18. марта, разрешен свих функција.
Главни разлог државног удара против Сиханука било је његово толерисање активности северновијетнамске армије на камбоџаским границама. Тим су практично северновијетнамске снаге контролисале велика подручја источне Камбоџе. Још један разлог било је релативно лоше економско стање Камбоџе, као резултат Сихануковог промовисања неутрализма, испољаваног највише кроз антиамериканизам.
Уклањањем Сиханука, укинута је монархија и проглашена република. Тим је прекинуто пружање услуга Северном Вијетнаму и Вијетконгу, а склопљен је савез са Јужним Вијетнамом током Другог индокинеског рата.

## Историја
Одмах након извршеног удара, покренута је од априла до јула 1970. тзв. Камбоџанска кампања у којој су јужновијетнамске снаге, потпомогнуте америчким трупама, упале у источну Камбоџу и напале северновијетнамске и вијетконговске снаге. Лон Нол је осудио ово нарушавање територијалног интегритета Камбоџе.
Сиханук је 9. октобра осуђен на смрт у одсуству, његова мајка смештена у кућни притвор, а супруга осуђена на доживотни затвор. Нови режим је прогласио Републику и усвојио нови устав 1972. године. Сиханук је у међувремену формирао владу у изгнанству у Пекингу, у коју су били укључени и комунисти. Сиханук је давао активну подршку Црвеним Кмерима, који су се у Камбоџи борили против Лон Ноловог режима.

### Грађански рат
Кмерска Република је током свог постојања била потресена грађанским ратом и борбама за власт међу различитим политичарима, првенствено између Лон Нола и Сирика Матака, премијера у првој години Републике. Године 1971,, Лон Нол је развластио скупштину и наредио да се напише нови устав. Марта 1972. године, Лон Нол је са власти уклонио Сирика Матака.
Париским мировним уговорима почетком 1973. у Камбоџи је успостављено привремено примирје. Иако је Северни Вијетнам наговарао Црвене Кмере да прихвате услове примирја, они су поново наставили борбе 7. фебруара 1973. године. Напредовање ЦПНЛАФ-а према Пном Пену зауставило је брутално америчко бомбардовање у којем је погинуо велик број комуниста. Неки критичари наводе да је ово био главни разлог зашто су Црвени Кмери након доласка на власт проводили бруталне методе.
До почетка 1974. године, власт Политичког већа је маргинализована, а Лон Нол је држао скоро сву власт у рукама. У међувремену су Црвени Кмери контролисали све већи део Камбоџе.

### Пад режима
Док су Црвени Кмери били све ближе Пном Пену, Лон Нол није успевао да се договори са Сихануком. Тако је до 1. априла Лон Нол побегао из земље, а до 17. априла Црвени Кмери су ушли у Пном Пен. У наредних неколико дана Црвени Кмери су смакнули многе политичаре из Републике, укинули Кмерску Републику и прогласили Демократску Кампућију. Последње снаге Кмерске Републике држале су храм Преа Вихеар, све док и њих Црвени Кмери нису поразили до 22. априла 1975. године.